# 2659 Millis
A 2659 Millis (ideiglenes jelöléssel 1981 JX) a Naprendszer kisbolygóövében található aszteroida. Edward L. G. Bowell fedezte fel 1981. május 5-én.